# Wipshausen
Wipshausen ist eine Ortschaft in der Gemeinde Edemissen im Landkreis Peine in Niedersachsen.

## Geographie

Niederschlagsmittelwerte von Wipshausen 1961–1990

Der Ort liegt nördlich der Kreisstadt Peine zwischen den beiden Oberzentren Hannover und Braunschweig an der B 214 zwischen Braunschweig und Celle, am Rande der Südheide. Wipshausen verfügt über eine Siedlungsstruktur, die von mehreren Durchgangsstraßen durchzogen wird. Es besteht keine autofreie Fußgängerzone.
Die Umgebung von Wipshausen wird vom Kiesabbau geprägt. So liegen um das Dorf herum mittlerweile rund ein Dutzend Kiesteiche, aus denen teilweise noch intensiv Kies gefördert wird. Dadurch kommt es immer wieder zu Lärmbelästigungen. Die ausgekiesten Seen sind hingegen der Natur überlassen und werden zum Erholen, Baden und Angeln genutzt. Im Westen grenzt das Dorf an das Flüsschen Erse (im Oberlauf Aue), welche von seiner Quelle bei Salzgitter Richtung Mündung kurz hinter Uetze in die Fuhse fließt. Bei starken Regenfällen ist Wipshausen durch Überflutungen gefährdet. Aufgrund des sehr sandigen Bodens wird Wipshausen als Spargeldorf der Region bezeichnet, wenngleich der Spargelanbau in den letzten Jahren zurückgegangen ist.

## Geschichte
Als Wypteshusen wird der Ort Wipshausen erstmals urkundlich im Jahre 1389 erwähnt und gehörte von 1532 bis 1885 zur Gografschaft Edemissen im Amt Meinersen. Danach kam der Ort bis heute zum Landkreis Peine.
Um die Wohnungsnot in den 1950er Jahren zu mindern, entstanden große Gebiete mit einfach gebauten Siedlungshäusern für Heimatvertriebene und Flüchtlinge am Kiefernweg und Heidkrugsweg. 1965 erfolgte der Zusammenschluss der selbstständigen Gemeinden Horst, Rietze, Rüper, Wense und Wipshausen zur Samtgemeinde Wipshausen. Am 1. Januar 1968 wurden Horst und Wipshausen zur neuen Gemeinde Wipshausen zusammengeschlossen. Im Zuge der Gebietsreform in Niedersachsen kam es am 1. März 1974 zur Bildung der Einheitsgemeinde Edemissen aus den Ortschaften der Samtgemeinde Edemissen und weiteren acht selbstständigen Gemeinden. Der heutige Ortsteil Horst liegt nördlich und zu Wipshausen an der östlichen Seite der Erse. Der Ort wurde erstmals als „de Horst by Wypreshusen“ urkundlich im Jahre 1458 erwähnt (in alten Schriftstücken oft Verwechselungen mit „Horst“ bei Peine und „Wehnserhorst“).
Burg
Nach Funden in den Kiesgruben, die auf eine Siedlung bereits in der Eisenzeit schließen lassen, gilt Wipshausen als eines der ältesten Dörfer des Landkreises Peine. In einem Eichenwäldchen südöstlich des Dorfes befindet sich der so genannte Ringwall. Hierbei handelt es sich um eine kleine Motte aus der Zeit um etwa 900 n. Chr. Es gibt Vermutungen, dass diese Burganlage den Bewohnern der Ortschaft Schutz vor den slawischen Wenden bieten sollte, die in diesem Zeitraum vermehrt in das Gebiet westlich der Elbe vorstießen. Heute sind von der Anlage nur noch der markante Hügel und der ausgetrocknete Graben erhalten.
Zum Heidkrug
Der Heidkrug bei Wipshausen war bereits vorhanden, als die Braunschweiger Chaussee, die heutige B 214, gebaut wurde. Dieses Wirtshaus, das im Statistisch-topographischen Hand- und Wörter-Buch über den Landdrostei-Bezirk Lüneburg von 1844 als „Weg- u. Wirthshaus“ bezeichnet wurde, soll ein Brandenburger im Jahre 1770 errichtet haben. Der Heidkrug war eine Raststätte für Pferd und Kutscher, die die alte Frachtfuhrstraße zwischen Braunschweig und Celle befuhren. Im Jahre 1805 wurde das Wirtshaus beraubt. Eine mit Säbeln bewaffnete Räuberbande erbeutete damals 600 bis 700 Taler. Das Restaurant wird auch als 'Sauerfleisch Kurve' bezeichnet und stand zwischenzeitlich für vier Jahre leer.

### Einwohnerentwicklung
| Jahr               | Einwohner   |
| ------------------ | ----------- |
| 1821               | 330         |
| 1848               | 361         |
| 1. Dezember 1871 ¹ | 365         |
| 1. Dezember 1885 ¹ | 339         |
| 1. Dezember 1905 ¹ | 392         |
| 16. Juni 1925 ¹    | 562 (566)   |
| 16. Juni 1933 ¹    | 526         |
| 17. Mai 1939 ¹     | 537         |
| 31. Dezember 1945  | -           |
| 29. Oktober 1946 ¹ | 1046 (1023) |

| Jahr                 | Einwohner  |
| -------------------- | ---------- |
| 13. September 1950 ¹ | 1057       |
| 6. Juni 1961 ¹       | 1184 (916) |
| 1. März 1964         | 941        |
| 27. Mai 1970 ¹       | 1364 (00?) |

¹ Volkszählungsergebnis

## Religion
Die protestantische Glaubensrichtung festigte sich schon im frühen 16. Jahrhundert.
Wipshausen ist der Hauptort der evangelisch-lutherischen St. Sebastian-Kirchengemeinde, deren Pastor auch für die Seelsorge in den Orten Rietze, Rüper und Wense zuständig ist. Die Kirchengemeinde gehört heute zum Kirchenkreis Peine.

## Politik

### Ortsrat
Der Ortsrat, der Wipshausen vertritt, setzt sich aus neun Mitgliedern zusammen. Die Ratsmitglieder werden durch eine Kommunalwahl für jeweils fünf Jahre gewählt.
Bei der Kommunalwahl 2021 ergab sich folgende Sitzverteilung:
| Ortsrat 2021Insgesamt 9 Sitze - SPD: 4 - Grüne: 1 - CDU: 4 |

### Ortsbürgermeister
Ortsbürgermeister ist Günter Meyer (CDU), Stellvertreter Benjamin Stolze (SPD).

### Wappen
Goldene Spargelstauden mit Wurzeln wachsen im blauen Schild von Wipshausen. Darüber erhebt sich ein goldener Firstwinkel mit den traditionell gekreuzten Pferdeköpfen heimischer Gehöfte. Die Farben Blau-Gelb erinnern an die frühere Zugehörigkeit zum Herzogtum Braunschweig-Lüneburg.

## Kultur und Sehenswürdigkeiten
- Aus dem Jahr 1551 stammen die ersten Aufzeichnungen aus alten Rechnungsbüchern der St.-Sebastian-Kirche. Der Westturm der Kirche stammt vermutlich schon aus dem Ende des 12. Jahrhunderts, während das Kirchenschiff in die Zeit des 16. Jahrhunderts datiert wird. Im Jahre 1808 fand eine größere Renovierung des Kirchenschiffes statt.

- Der an der alten Dorfkirche anliegende Ehrenfriedhof, die Sühnesteine, das Steinkreuz und das Gemeindehaus samt Pfarrgarten zählen zu den schönsten Bereichen des Dorfes.

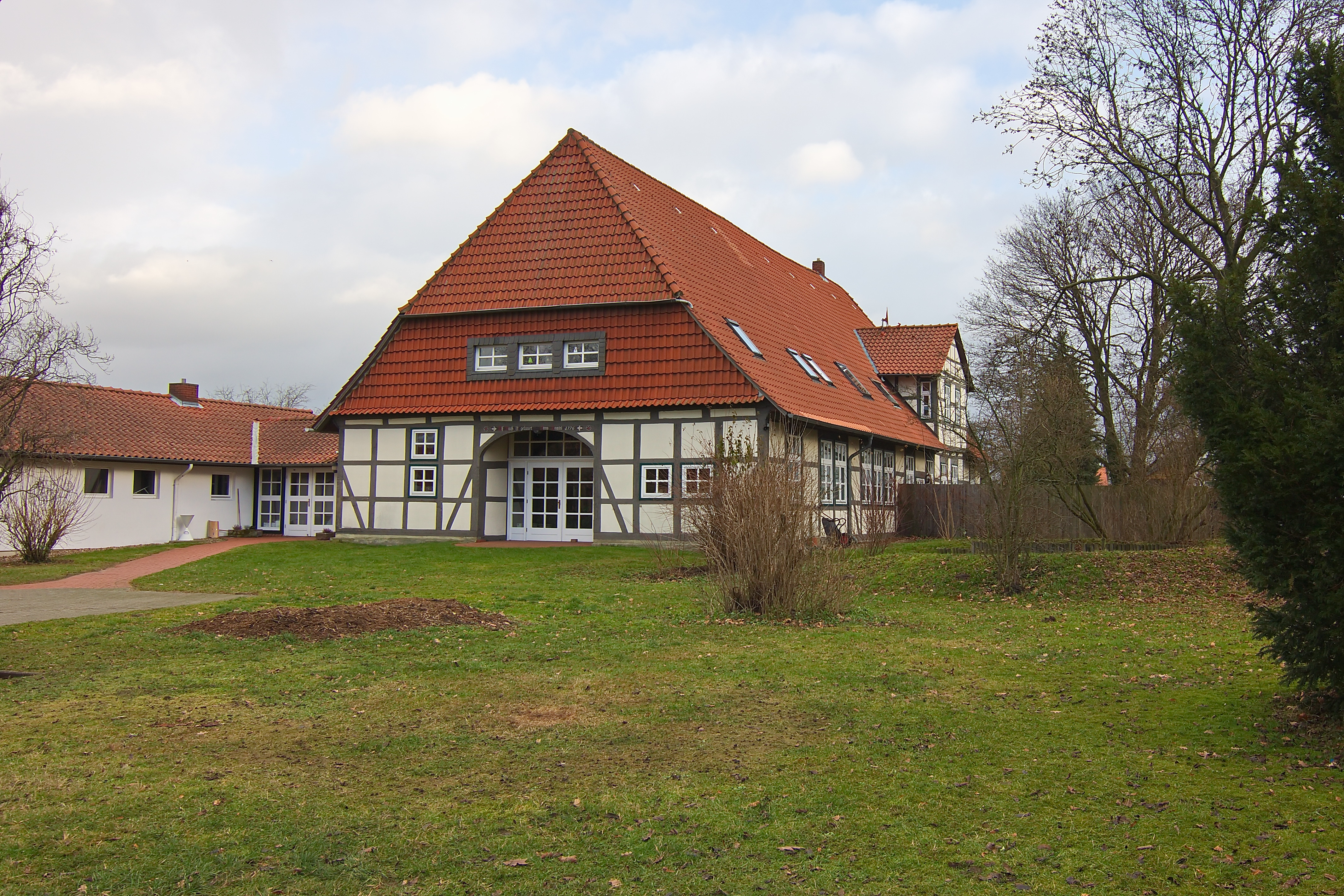
Pfarrhaus von 1776
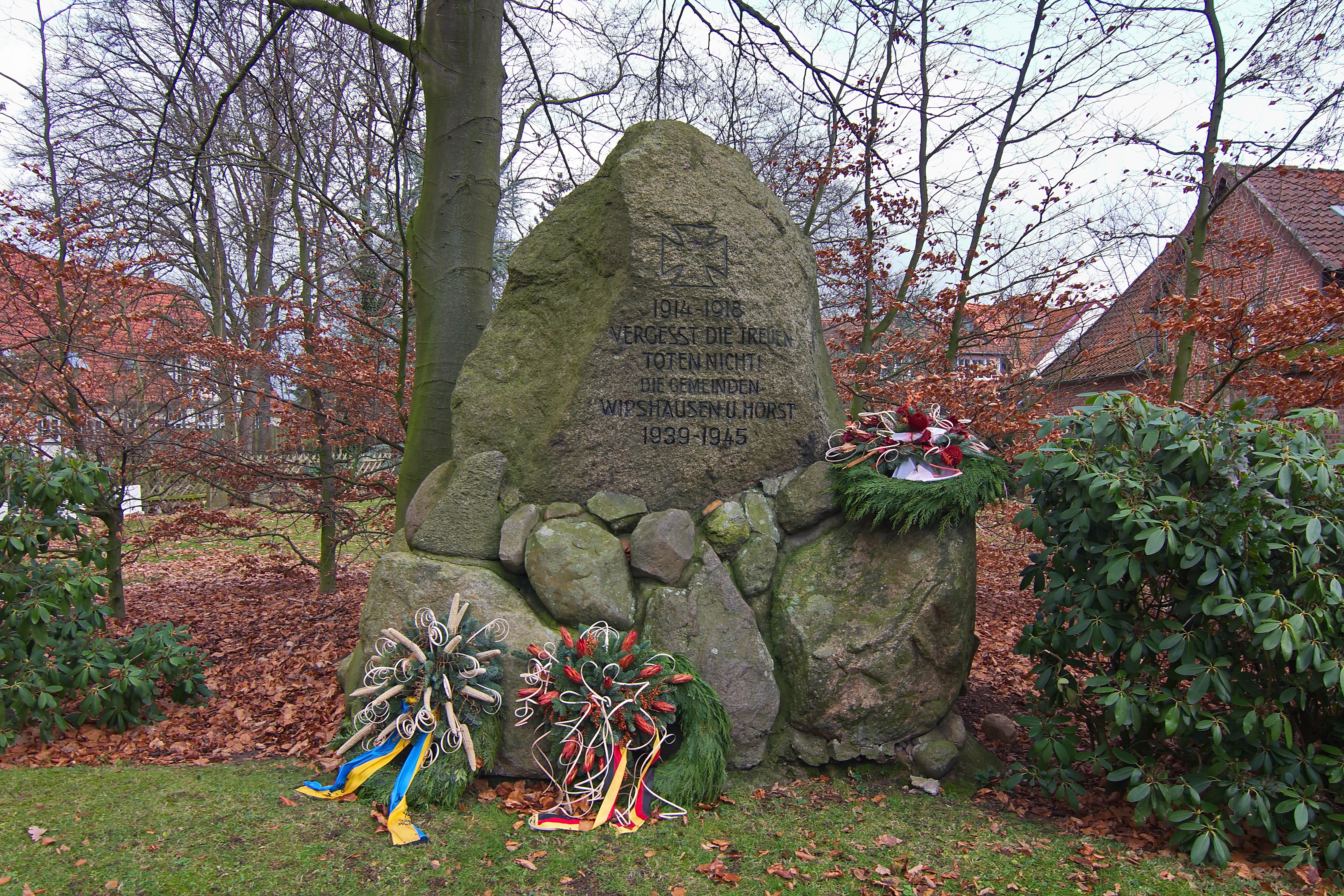
Kriegerdenkmal
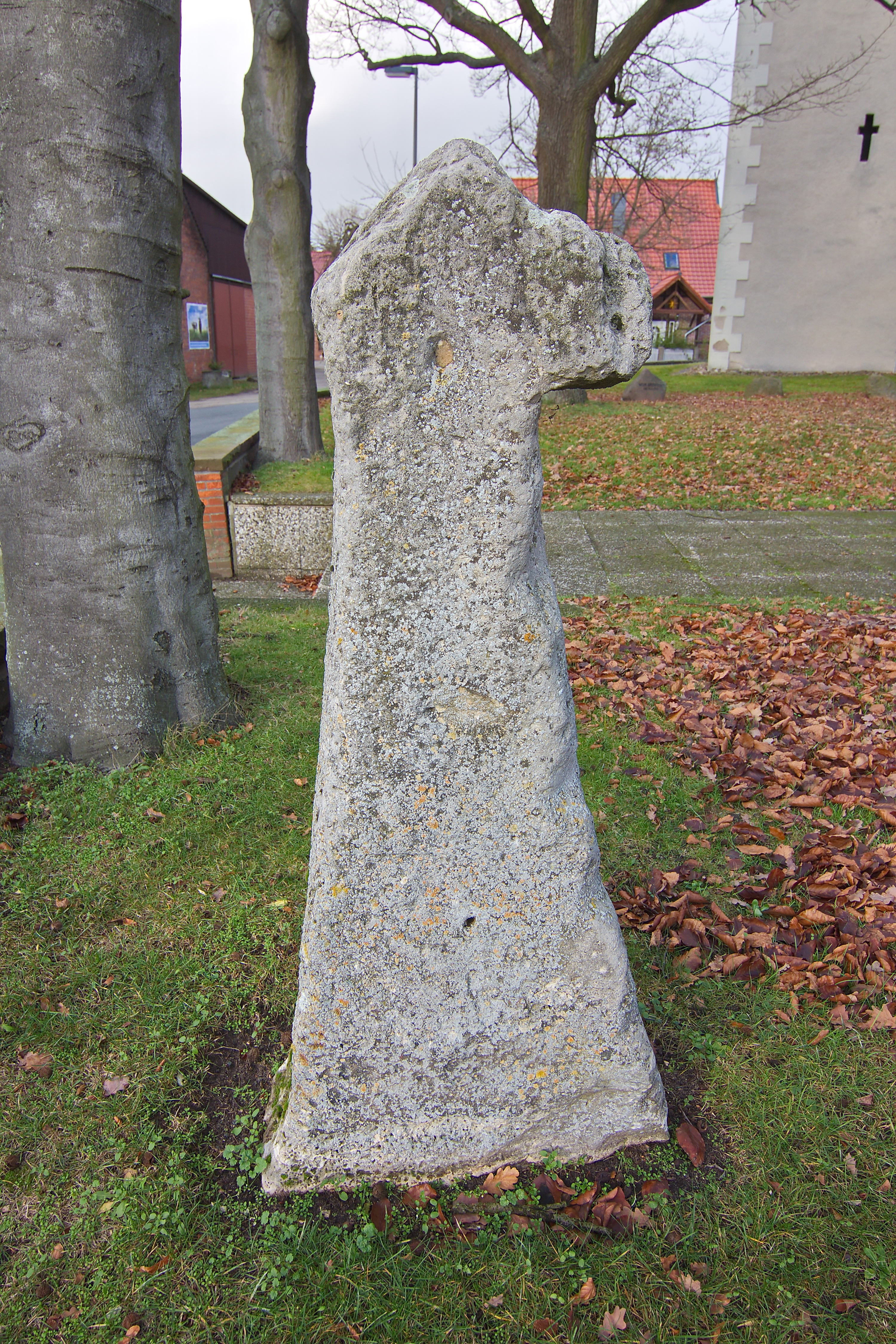
Kreuzstein
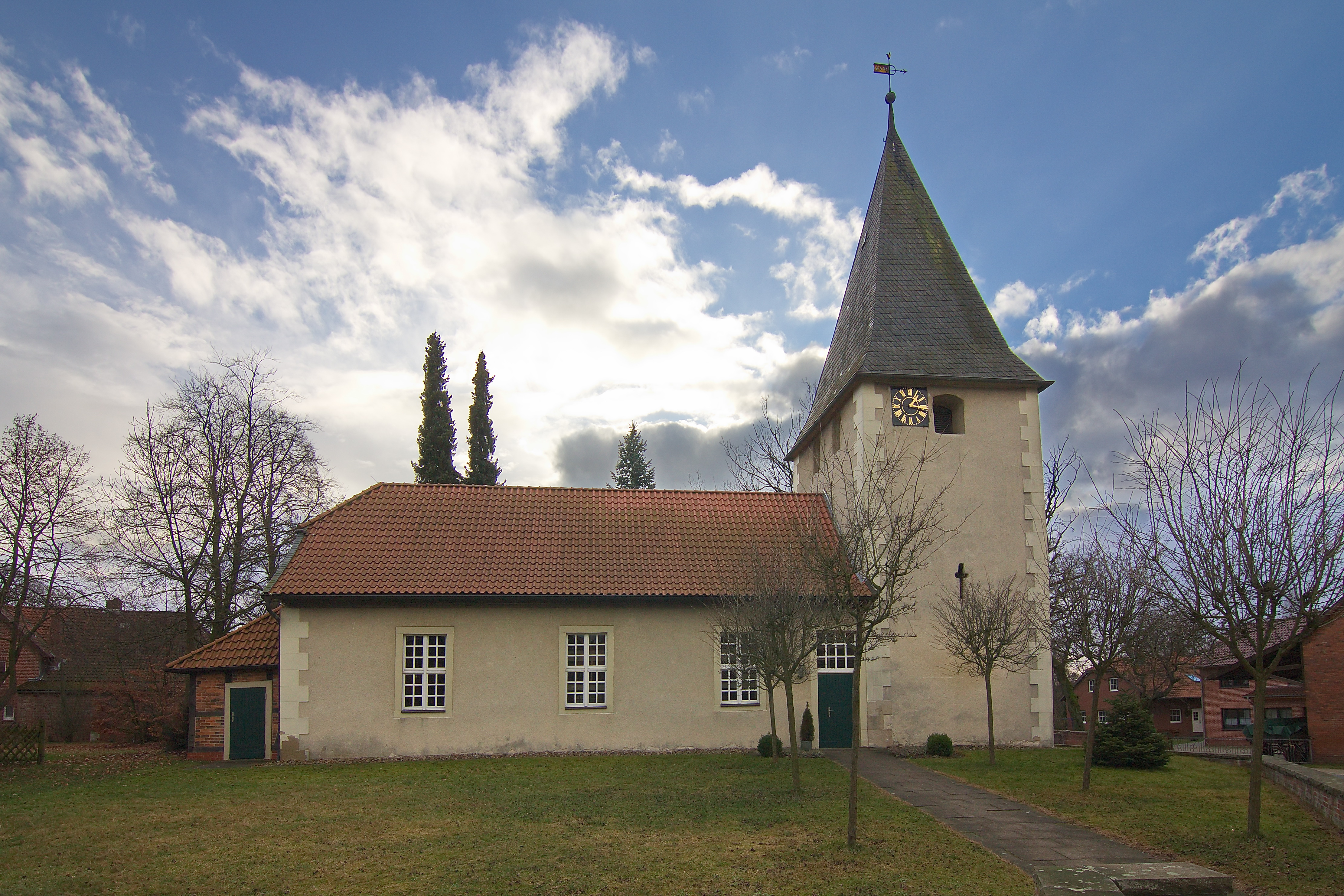
St.-Sebastian-Kirche

## Wirtschaft und Infrastruktur
Jeder dritte Beschäftigte im Landkreis verfügt über ein derart geringes Bruttoeinkommen, dass das Risiko für Altersarmut in der Region hoch ist. Die Armutsquote liegt über dem niedersächsischen Durchschnitt. Laut einer statistischen Erhebung des Max-Planck-Instituts ist die Lebenserwartung in der Gemeinde Edemissen geringer als im gesamtdeutschen Durchschnitt. In Wipshausen bestehen keine nennenswerten gewerblichen Arbeitsplätze, so dass Berufstätige auf ein tägliches Pendeln nach Peine oder Braunschweig angewiesen sind. Es fehlt in Wipshausen an einer urbanen, zentralörtlichen Struktur. Da es in Wipshausen kein Bürgerbüro gibt, müssen Behördengänge in Edemissen bzw. Peine erledigt werden. Wipshausen verfügt über keine eigene Polizeistation. Die zuständige Polizeiwache findet sich zentral in Edemissen. Wipshausen betreibt keine eigene Rettungswache. Die nächstgelegene Rettungswache befindet sich in Peine. Einige Dinge des täglichen Bedarfs, z. B. Apotheken, Tankstellen, Bankfilialen und Drogerien sowie Fachgeschäfte sind in Wipshausen nicht vorhanden. Die letzte Postfiliale im Ort hat 2009 geschlossen. Ein eigenständiges Jugendzentrum sowie ein Schwimmbad sind in Wipshausen ebenfalls nicht vorhanden. Die Leerstandsquote war im Jahr 2022 höher als im niedersächsischen Durchschnitt.

### Bildung
Neben Kindergärten sind heute im Zentralort Edemissen Grundschule (in zwei weiteren Ortsteilen auch verlässliche Grundschule), Hauptschule und Realschule. In Peine sind weiterführende Schulen, wie Gymnasium und Berufsbildende Schule, eingerichtet. Das bedeutet, dass Schüler für weiterführende Bildungswege pendeln müssen. In Wipshausen besteht keine Volkshochschule, wodurch es keinen zusätzlichen Bildungszugang für Erwachsene gibt.
In der Grundschule von Wipshausen werden neben Wipshäuser Kindern, auch die aus Alvesse, Rietze und Voigtholz-Ahlemissen unterrichtet. Aufgrund nachhaltig rückläufiger Schülerzahlen in Wipshausen wurde die Grundschule Wipshausen aufgelöst und 2017 mit der Grundschule im Zentralort Edemissen zusammen gelegt. Die Grundschule in Wipshausen fungiert seitdem als Außenstelle. Diese Entwicklung spiegelt den allgemeinen Trend aus einer Prognose der Bertelsmannstiftung wider, der deutlich rückläufige Bevölkerungszahlen für Edemissen und Wipshausen bis 2040 erwartet.
Die finanzielle Situation der Gemeinde Edemissen zu welcher Wipshausen gehört, ist sehr angespannt, was die Bereitstellung von Leistungen der Gemeinde z. B. Krippen beeinflussen kann.

### Verkehr
Busverbindungen nach Edemissen, Peine sowie Braunschweig sind vorhanden. Die Autobahnanschlüsse Peine, Watenbüttel-Braunschweig und Hämelerwald-Lehrte sind für Berufspendler eine Anbindung an Braunschweig, Wolfsburg, Salzgitter und Hannover. Die Bahnhöfe Peine, Dedenhausen und Hämelerwald sind auch für Bahnreisende erreichbar.
Insgesamt ist die Anbindung an den öffentlichen Nahverkehr bei einer Gesamtbetrachtung eingeschränkt und wird von den Bürgern als unzureichend wahrgenommen. Das ist auch auf das lückenhafte Radwegenetz in umliegende Gemeinden zurückzuführen. Bei besonderen Wetterereignissen kommt es zu längeren Wartezeiten und Ausfällen. Die Bahnverbindung nach Braunschweig ist seit 30 Jahren stillgelegt und wurde 2024 endgültig entwidmet. Der Individualverkehr wird hauptsächlich über die Bundesstraße 214 geführt. Dadurch kommt es zu Lärmbelästigung in Teilen von Wipshausen. An dieser Bundesstraße finden sich auch immer wieder Lovemobil auf unterschiedlichen Strecken-Abschnitten.

### Medizinische Versorgung
Die medizinische Grundversorgung wird über eine Hausarztpraxis im Ort gewährleistet. Eine fachärztliche Versorgung ist dagegen nicht sichergestellt, so dass Patienten für eine weitergehende medizinische Versorgung nach Peine oder Braunschweig ausweichen müssen. Diese Notwendigkeit auf andere Städte auszuweichen, betrifft auch Besuche beim Kinderarzt. Pflege- und Altenheime finden sich ebenfalls nicht in Wipshausen, sondern sind in Braunschweig oder Peine verfügbar.

## Persönlichkeiten
- Madeleine Linke (* 1992) ist eine deutsche Politikerin (Bündnis 90/Die Grünen) und Landesvorsitzende in Sachsen-Anhalt